# Kasteel Frymerson

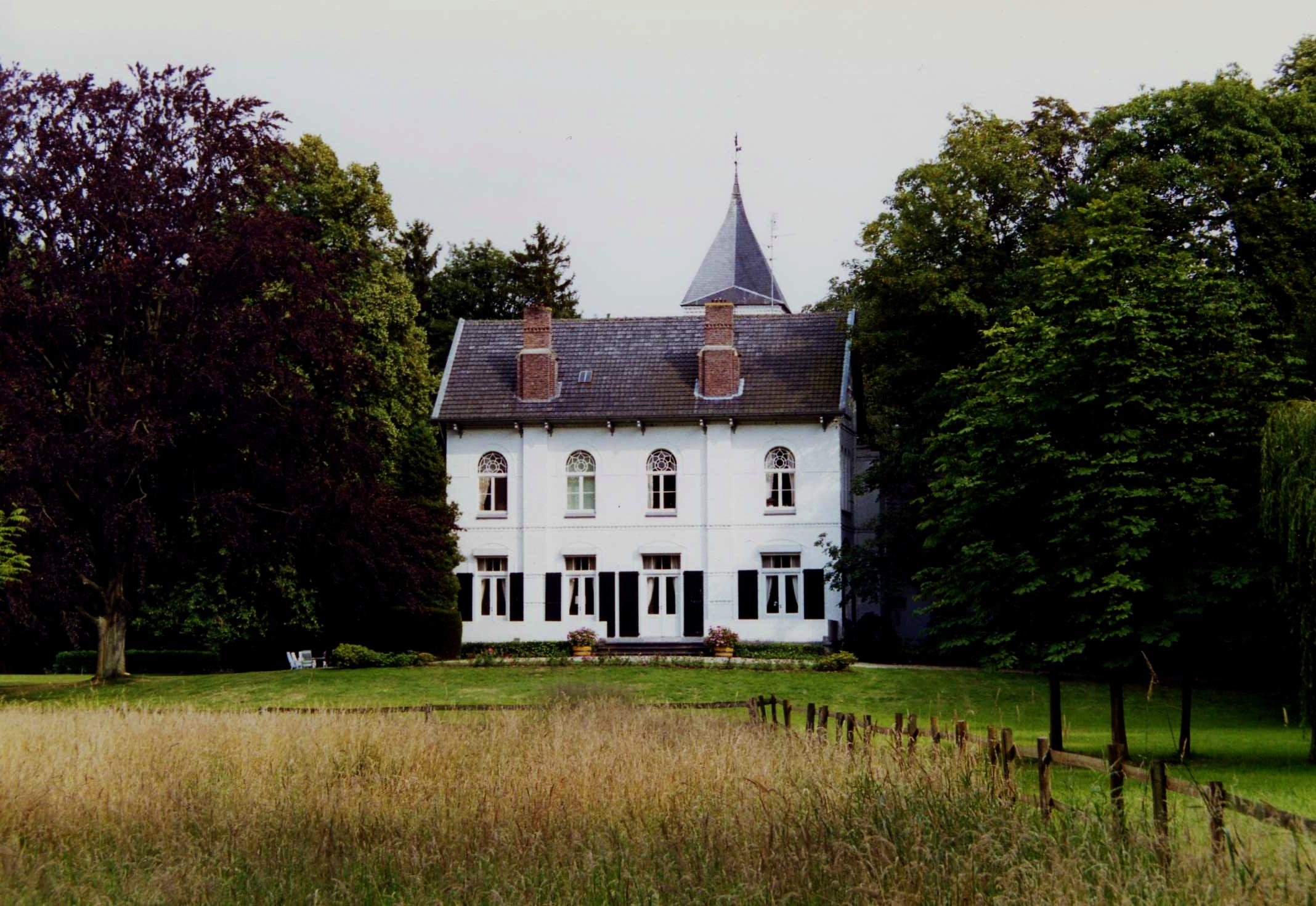
Kasteel Frymerson

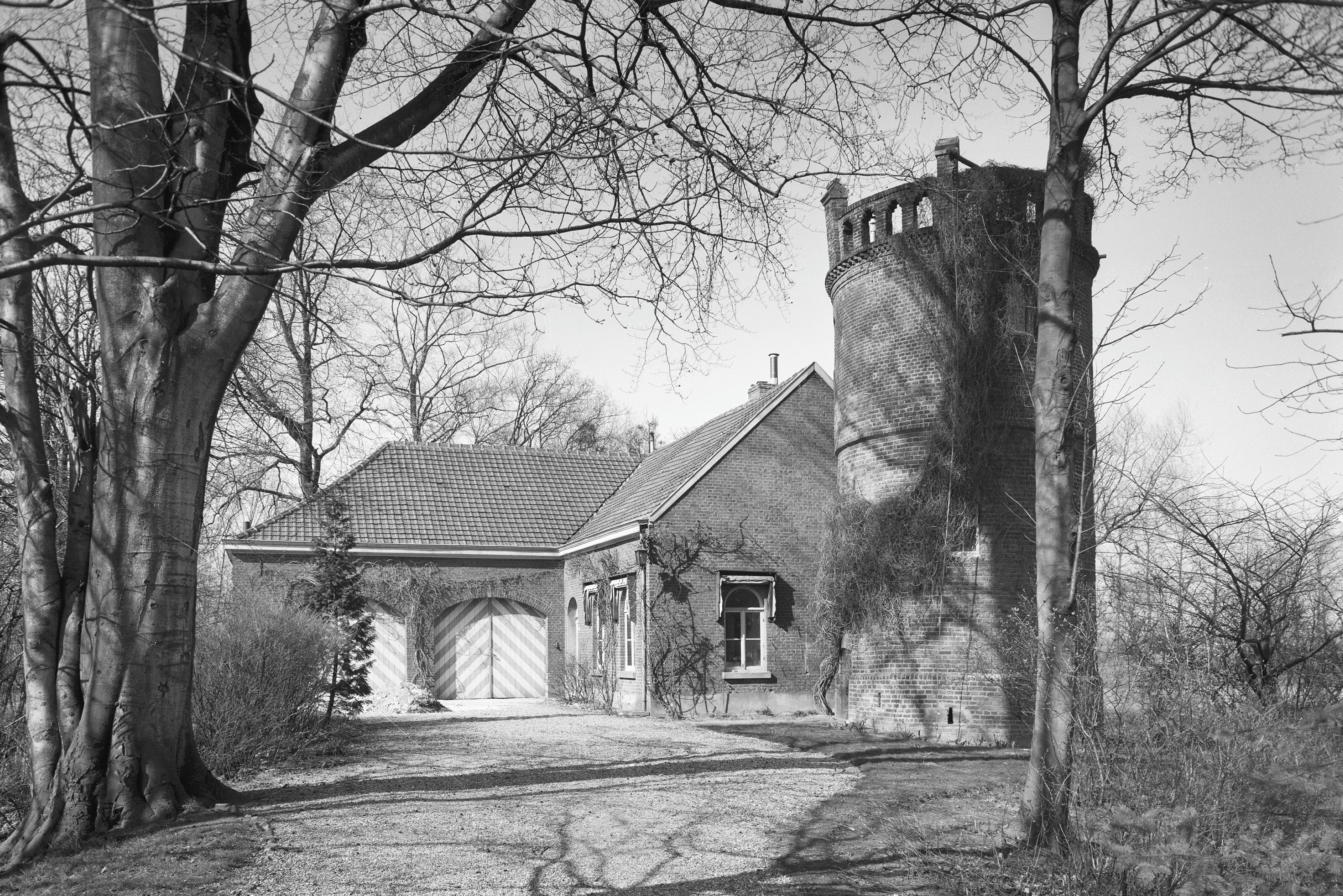
Toren

Kasteel Frymerson (ook wel - foutief - gespeld als: Frymersum, Frymersen enzovoort) is een kasteelachtig landhuis te Sint Odiliënberg, gelegen aan Frymerson 1.
Op deze plaats bevond zich een middeleeuws kasteel, waarvan nog een, twee verdiepingen tellende, bakstenen toren over is, die boven een kelder is gelegen.
Het huidige gebouw is een landhuis uit 1863, dat gebouwd is naar ontwerp van Pierre Cuypers, in opdracht van de familie Zantis de Frymerson. Het gebouw bestaat uit twee haaks op elkaar staande vleugels waartussen zich een vierkante traptoren bevindt, gedekt door een tentdak. Het interieur bevat neogotische schoorsteenmantels.
Bij het landhuis ligt een 18e-eeuwse boerderij, waarvan de gebouwen in carrévorm om een binnenplaats zijn gegroepeerd.
De parkaanleg is mogelijk mede ontworpen door Hendrik Copijn, die voor Cuypers heeft gewerkt. Het park dateert van omstreeks 1900 en gaat over in een bosgebied dat tot aan de Roer loopt.
Het complex is geklasseerd als Rijksmonument.